# Donkey Konga 3
Donkey Konga 3 (ドンキーコンガ3 食べ放題！春もぎたて５０曲♪?, Donkī Konga Surī: Tabe-houdai! Haru Mogitate 50 Kyoku, lett. "Donkey Konga 3: Tutto quello che puoi mangiare! La musica di primavera 50 si mescola") è un videogioco musicale della serie Donkey Kong pubblicato per Nintendo GameCube nel 2005. È il terzo ed ultimo capitolo della serie iniziata con Donkey Konga ed è stato distribuito solo in Giappone.
Come i primi due titoli di Donkey Konga, Donkey Konga 3 è giocabile tramite l'utilizzo dei DK Bongos, ma in alternativa può essere usato un GameCube Controller. Dai primi due titoli tornano come personaggi giocabili Donkey Kong, Diddy e Dixie a cui si va ad aggiungere Funky, giocabile per la prima volta.